# Manzai
Manzai (jap. 漫才; dosłownie 'komiczny dialog') – typ skeczu komediowego, pochodzący z regionu Kansai, popularny w całej Japonii.

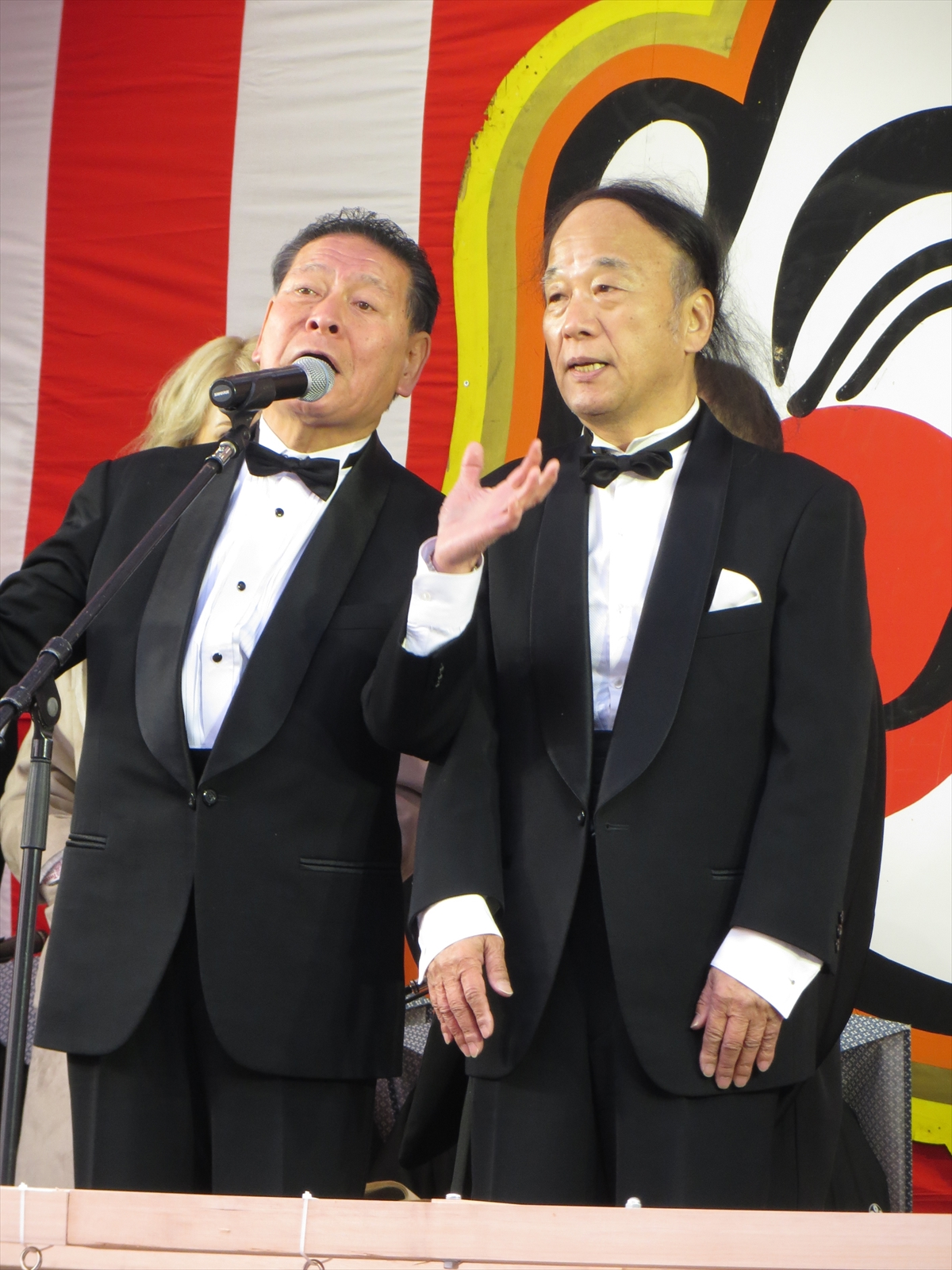
Haruka i Kanata, para komików manzai

W skeczach występują dwaj komicy nazywani tsukkomi i boke. Poprzez szybki dialog przedstawiają proste scenki opierające się na jakimś nieporozumieniu lub grze słów i o slapstickowym finale, w których boke ośmiesza się, mówiąc coś niemądrego, a tsukkomi go koryguje, uderzając zazwyczaj jakimś rekwizytem w głowę. Najczęściej jest to duży, papierowy wachlarz, zwany harisen, powodujący w momencie uderzenia głośny trzask. 

Tsukkomi (jap. 突っ込み; 'poważny człowiek') i boke (jap. ボケ; 'idiota') są parą komików, biorących udział w scenkach humorystycznych. Boke gra postać mało inteligentną, mającą skłonności do zapominania i złej interpretacji, natomiast tsukkomi wtrąca się i poprawia błędy boke, czemu często towarzyszy uderzenie w głowę tego ostatniego jakimś slapstickowym rekwizytem. 
W anime także wykorzystuje się ten element dość często w scenkach humorystycznych. Najczęstszym rekwizytem jest właśnie harisen. Postacie przyjmują w anime pozycje tsukkomiego i boke często tylko na chwilę, ale zdarzają się takie pary, które serwują widzowi wyłącznie scenki typowe dla manzai.

## Przykłady anime z tsukkomi i boke
- Abenobashi Mahō Shōtengai
- Azumanga Daioh
- Black Cat
- Clannad
- D-Frag!
- Full Metal Panic? Fumoffu!
- Lucky Star
- Sket Dance
- Touhou M-1 Grand Prix
- Gintama